# 김덕중 (1996년)
김덕중(1996년 3월 2일 ~ )은 대한민국의 축구 선수로, 포지션은 공격수이다.